# Sân bay Godofredo P. Ramos
Sân bay Godofredo P. Ramos (tiếng Philipin: Paliparang Godofredo P. Ramos, Aklanon: Paeuparan it Godofredo P. Ramos, Hiligaynon: Hulugpaan sang Godofredo P. Ramos) (IATA: MPH, ICAO: RPVE), còn được gọi là Sân bay Caticlan và gần đây là Sân bay Boracay bởi đơn vị phát triển nó là Transaire, là một sân bay phục vụ khu vực thị xã Malay, nằm ở tỉnh Aklan ở Philippines. Đây là một trong hai cửa ngõ vào Boracay, một trong những điểm đến du lịch nổi tiếng nhât của Philipin nổi tiếng nhất. Sân bay này được xếp loại là sân bay hạng 2 bởi Cục hàng không dân dụng Philipin.
Sân bay này là sân bay bận rộn thứ bảy của Philipin và là sân bay bận rộn thứ ba trong khu vực Tây Visayas, phục vụ 761.961 hành khách trong năm 2008. Nó cũng là một trung tâm cho các hãng hàng không South East Asian Airlines, với SEAIR phục vụ các điểm đến nhất và có các chuyến bay đến và đi từ Malay.
Kể từ 08 tháng 11 năm 2002, sân bay đã được đặt tên theo ông Godofredo P. Ramos đã quá cố, cựu dân biểu Quốc hội và một người từ Malay. Tuy nhiên, tên sân bay Caticlan lấy theo tên vị trí của nó trên của Barangay Caticlan trong cùng một thị trấn.

## Phát triển
Cơ quan Kinh tế và Phát triển quốc gia Philipin đã phê duyệt việc mở rộng sân bay Godofredo P. Ramos, theo đó sẽ việc mở rộng được thực hiện bởi một công ty tư nhân được Caticlan International Airport and Development Corporation. Dự án mở rộng sân bay qua hai giai đoạn: xây dựng một nhà ga hành khách mới trong giai đoạn đầu tiên, chi phí một số 2,1 tỷ peso Philippines, và phần mở rộng của đường băng hiện có 2.100 mét cũng như các thiết bị nâng cấp sân bay và sân đỗ hiện có, chi phí một số 360 triệu peso Philipin. 